# Crassispira hosoi
Crassispira hosoi é uma espécie de gastrópode do gênero Crassispira, pertencente a família Pseudomelatomidae.